# Ólympos (berg i Grekland, Grekiska fastlandet)
Ólympos är ett berg i Grekland.   Det ligger i prefekturen Nomós Evvoías och regionen Grekiska fastlandet, i den östra delen av landet, 120 km nordost om huvudstaden Aten. Toppen på Ólympos är 1 172 meter över havet. Ólympos ligger på ön Nísos Skýros.
Terrängen runt Ólympos är kuperad söderut, men norrut är den platt. Havet är nära Ólympos åt nordost. Ólympos är den högsta punkten i trakten. Runt Ólympos är det glesbefolkat, med 12 invånare per kvadratkilometer. Närmaste större samhälle är Skyros, 4,2 km öster om Ólympos. 